# Eternity/The Road to Mandalay
Eternity/The Road to Mandalay is een single met dubbele A-kant van Robbie Williams. "Eternity" is niet afkomstig van een van zijn albums die destijds verschenen. "The Road to Mandalay", was afkomstig van zijn album Sing When You're Winning. "Eternity" is geïnspireerd door de vriendschap tussen Williams en (toen al) ex-Spice Girls Geri Halliwell. Queengitarist Brian May speelt mee op het nummer.

## Hitnotering
Het nummer stond twee weken op plaats 1 in de Britse Single Top 50. In totaal stond het plaatje zestien weken in die lijst.

### Nederlandse Top 40
| Positie: | 33 | 18 | 18 | 20 | 18 | 17 | 19 | 19 | 21 | 20 | 21 | 22 | 31 | 32 | uit |

### NederlandseMega Top 100
| Hitnotering: 14-7-2001 t/m 21-12-2001 | Hitnotering: 14-7-2001 t/m 21-12-2001 | Hitnotering: 14-7-2001 t/m 21-12-2001 | Hitnotering: 14-7-2001 t/m 21-12-2001 | Hitnotering: 14-7-2001 t/m 21-12-2001 | Hitnotering: 14-7-2001 t/m 21-12-2001 | Hitnotering: 14-7-2001 t/m 21-12-2001 | Hitnotering: 14-7-2001 t/m 21-12-2001 | Hitnotering: 14-7-2001 t/m 21-12-2001 | Hitnotering: 14-7-2001 t/m 21-12-2001 | Hitnotering: 14-7-2001 t/m 21-12-2001 | Hitnotering: 14-7-2001 t/m 21-12-2001 | Hitnotering: 14-7-2001 t/m 21-12-2001 | Hitnotering: 14-7-2001 t/m 21-12-2001 | Hitnotering: 14-7-2001 t/m 21-12-2001 | Hitnotering: 14-7-2001 t/m 21-12-2001 | Hitnotering: 14-7-2001 t/m 21-12-2001 | Hitnotering: 14-7-2001 t/m 21-12-2001 | Hitnotering: 14-7-2001 t/m 21-12-2001 | Hitnotering: 14-7-2001 t/m 21-12-2001 | Hitnotering: 14-7-2001 t/m 21-12-2001 | Hitnotering: 14-7-2001 t/m 21-12-2001 | Hitnotering: 14-7-2001 t/m 21-12-2001 | Hitnotering: 14-7-2001 t/m 21-12-2001 | Hitnotering: 14-7-2001 t/m 21-12-2001 |
| Week:                                 | 1                                     | 2                                     | 3                                     | 4                                     | 5                                     | 6                                     | 7                                     | 8                                     | 9                                     | 10                                    | 11                                    | 12                                    | 13                                    | 14                                    | 15                                    | 16                                    | 17                                    | 18                                    | 19                                    | 20                                    | 21                                    | 22                                    | 23                                    |                                       |
| ------------------------------------- | ------------------------------------- | ------------------------------------- | ------------------------------------- | ------------------------------------- | ------------------------------------- | ------------------------------------- | ------------------------------------- | ------------------------------------- | ------------------------------------- | ------------------------------------- | ------------------------------------- | ------------------------------------- | ------------------------------------- | ------------------------------------- | ------------------------------------- | ------------------------------------- | ------------------------------------- | ------------------------------------- | ------------------------------------- | ------------------------------------- | ------------------------------------- | ------------------------------------- | ------------------------------------- | ------------------------------------- |
| Positie:                              | 95                                    | 40                                    | 26                                    | 20                                    | 19                                    | 18                                    | 11                                    | 12                                    | 11                                    | 14                                    | 15                                    | 19                                    | 15                                    | 18                                    | 30                                    | 30                                    | 35                                    | 42                                    | 58                                    | 66                                    | 68                                    | 68                                    | 76                                    | uit                                   |

### BelgischeBRT Top 30
| Positie: | 22 | 14 | 10 | 8 | 6 | 5 | 5 | 6 | 8 | 10 | 12 | 14 | 18 | 26 | 29 | uit |

### VlaamseUltratop 50
| Positie: | 28 | 23 | 17 | 12 | 7 | 6 | 9 | 10 | 11 | 13 | 14 | 18 | 25 | 37 | 43 | uit |

### NPO Radio 2 Top 2000
| Nummers met noteringen in de NPO Radio 2 Top 2000 | '07  | '08 | '09 | '10 | '11  | '12  | '13 | '14  | '15  | '16  | '17  | '18 | '19  | '20  | '21  | '22  | '23  | '24  |
| ------------------------------------------------- | ---- | --- | --- | --- | ---- | ---- | --- | ---- | ---- | ---- | ---- | --- | ---- | ---- | ---- | ---- | ---- | ---- |
| Eternity                                          | -    | -   | -   | -   | -    | 1950 | -   | -    | -    | -    | -    | -   | -    | -    | -    | -    | -    | -    |
| The Road to Mandalay                              | 1218 | -   | 986 | 917 | 1095 | 1308 | 979 | 1294 | 1372 | 1571 | 1676 | -   | 1961 | 1870 | 1866 | 1854 | 1806 | 1981 |

1. ↑  Een '-' betekent dat het nummer niet was genoteerd en een vetgedrukt getal geeft de hoogste notering van een nummer aan.
2. ↑  2007 was het eerste jaar met een notering voor een van deze nummers.